# 陸上自衛隊第11旅團
陸上自衛隊第11旅團（日语：／ daijūichiryodan）是日本陸上自衛隊主要旅團之一。該旅團直屬於陸上自衛隊北部方面隊，主要部隊駐紮於北海道札幌市，負責北海道西南地區的防衛警戒。
第11旅團建立於2008年3月11日，前身為已解編的第11師團。

## 組織架構
- 真駒内駐屯地（日语：真駒内駐屯地）（札幌市南区）
  - 旅团司令部及旅部附属队
  - 第18普通科联队（日语：第18普通科連隊）
  - 第11後方支援隊（日语：第11後方支援隊）
  - 第11特殊武器防護隊
  - 第11特科隊（日语：第11特科隊）
  - 第11高射特科隊
  - 第11偵察隊（日语：第11偵察隊）
  - 第11设施隊
  - 第11通信隊
  - 第11乐隊
- 函館駐屯地（日语：函館駐屯地）（函館市）
  - 第28普通科联队（日语：第28普通科連隊）
- 丘珠駐屯地（札幌市東区）
  - 第11飛行隊
- 瀧川駐屯地（日语：滝川駐屯地）（瀧川市）
  - 第10快速反应机动联队（日语：第10即応機動連隊）
- 北惠庭駐屯地（日语：北恵庭駐屯地）（惠庭市）
  - 第11戰車隊（日语：第11戦車大隊）

第11旅團所属第11戰車大隊位於札幌市，擁有兩個中隊的90式主力戰車；第10普通科联队（步兵團）位於瀧川市、第18普通科联队位於札幌市、第28普通科联队位於函館市，編有96式裝甲運兵車；第11特科隊（砲兵）位於札幌市，2008年3月26日由第11特科连队縮編而來，擁有三個中隊的75式155毫米自走榴彈炮；第11偵察隊位於札幌市，裝備87式偵察裝甲車；第11高射特科中隊（防空砲兵連）位於札幌市，主要裝備為81式及93式地對空導彈系統；第11設施隊（工兵），位於札幌市。

## 外部連結
- 第11旅團首頁 （页面存档备份，存于） (Japanese)